# Archway (metrostation)
Archway is een station van de metro van Londen aan de Northern Line dat is geopend in 1907.

## Geschiedenis

### Charing Cross, Euston and Hampstead Railway
De plannen voor de Charing Cross, Euston and Hampstead Railway (CCE & HR) uit 1893 kenden slechts een lijn zonder vertakkingen. In 1899 werd een oosttak toegevoegd met een splitsing bij Camden Town, aanvankelijk liep deze tot het spoorwegstation Kentish Town maar een jaar later werd Highgate aan de Great Northern Railway het beoogde eindpunt. De bouw van de lijn begon in juli 1902, nadat de Amerikaanse ondernemer Charles Yerkes in oktober 1900 de CCE & HR had gekocht en daarna de bekostiging rond kreeg. Destijds liep de eerste kabeltram van Europa tussen het dorp Highgate en de Archway Tavern op de noordkop van Holloway Road. Het eindpunt van de oosttak werd vastgelegd bij het onderste station van de kabeltram naast de Archway Tavern. Op de plankaart uit 1903 wordt het eindpunt aangeduid als Archway Tavern maar in de hoop om klanten te trekken werd het genoemd naar het dorp Highgate boven op de heuvel.
Het bovengrondse stationsgebouw werd ontworpen door Leslie Green, met de voor hem kenmerkende bloedrode geglazuurde gevel en bogen met ramen rond de machinekamer op de eerste verdieping. Zoals voor de Eerste Wereldoorlog gebruikelijk was werden liften geïnstalleerd om de reizigers tussen de stationshal en de perrons te vervoeren. Het station werd samen met het initiële traject geopend op 22 juni 1907 als noordelijk eindpunt van de oosttak. Destijds lag er een kruiswissel ten zuiden van de perrons zodat het mogelijk was dat de metro's op beide sporen konden binnenrijden en omgekeerd weer vertrekken. De perronsporen waren tot de verlenging in 1938 kopsporen waar de metro's keerden voor de terugweg naar de stad, al liepen ze ten noorden van de perrons nog een metrolengte door en was het mogelijk om daar metrostellen op te stellen.

### Interbellum
In 1930 werd het station, net als vele anderen, voorzien van roltrappen om de reizigersstroom beter te kunnen verwerken. De verbouwing vond plaats onder leiding van Charles Holden die de zijingang herbouwde in de stijl van de stations die tussen 1922 en 1926 in het zuiden van de stad waren gebouwd. De gevel was identiek aan die van station Hammersmith dat hij tegelijkertijd bouwde. Ondergronds voorzag Holden de perronwanden van eenvoudig tegelwerk, vergelijkbaar met het tegelwerk in Highgate, Bethnal Green en de stations aan de Hainault-lus, bijvoorbeeld Gants Hill, die eind jaren 30, begin jaren 40 van de twintigste eeuw werden gebouwd. Overal werden crèmekleurige tegels gebruikt met een fries met de stationsnaam op de perronwanden. De letters werden geplaatst in uitsnijdingen in de tegels. In 1933 werd het OV in Londen genationaliseerd in London Transport dat de lijn omdoopte in Edgware, Highgate Morden Line.
In 1935 werd het Northern Heights project ontvouwd, wat betekende dat de voorstadslijnen van de LNER door de heuvels ten noorden van de stad, de Northern Heights, onderdeel zouden worden van de metro. Om de voorstadslijnen te verbinden met het metronet werd in 1938 begonnen met de bouw van de tunnels, die in 1903 waren geschrapt uit de plannen, ten noorden van Archway. Deze tunnels komen bij het depot van Highgate Wood bovengronds en sluiten bij East Finchley aan op de voorstadslijnen van de LNER. LNER station Highgate lag tussen Archway en East Finchley en de naam Highgate ging naar de ondergrondse perrons aldaar terwijl metrostation Highgate, vlak voor de opening van de verlenging, werd omgedoopt in Archway (Highgate). De buis voor de metro's naar het noorden werd geboord in het verlengde van het westelijke opstelspoor. Het oostelijke opstelspoor werd met overloopwissels verbonden met beide sporen, terwijl voor de metro's naar het zuiden een nieuwe buis werd geboord. Het oostelijke opstelspoor is sindsdien in gebruik als keerspoor terwijl de kruiswissel ten zuiden van de perrons werd vervangen door een overloopwissel. De metrodiensten reden vanaf 3 juli 1939 door naar East Finchley en sinds 14 april 1940 rijdt de Northern Line tot High Barnet. Sinds 19 januari 1941 wordt ook gestopt bij Highgate en kreeg het station de naam Highgate (Archway).

### Na de Tweede Wereldoorlog
Na de Tweede Wereldoorlog werd het Northern Heights project aangepast en begin 1946 lag er een plan voor de ombouw van de lijn tussen Mill Hill East en Edgware die tussen januari 1947 en juni 1948 zou plaatsvinden maar tot uitvoering kwam het niet meer. Onderhoudswerken en herstel van oorlogsschade aan het bestaande netwerk legden een groot beslag op de middelen van London Transport. Bovendien werd voorrang gegeven aan de verlengingen van de Central Line. Hoewel het Northern Heights project nog tot 1950 op de kaarten was ingetekend zijn de werkzaamheden nooit hervat. In 1947 verdween Highgate helemaal uit de naam en sindsdien heet het station alleen Archway. Op 25 juni 1961 werd de seinpost gesloten toen de centrale verkeersleiding in gebruik kwam. Op 15 oktober 1967 werd de overloopwissel ten zuiden van de perrons verwijderd toen Archway werd gekoppeld aan de automatische besturing vanuit Cobourg Street. De brede tunnel bij de oorspronkelijke kruiswissel bestaat nog steeds maar de kabelgoten lopen midden tussen de sporen.

## Ligging en inrichting
De hoofdingang ligt aan Junction Road aan de voet van de Archway Tower uit 1963, die in 2016 werd omgedoopt in Vantage Point. De zijingang ligt onderaan Highgate Hill bij het vroegere eindpunt van de kabeltram. In de jaren zeventig van de 20e eeuw werd de gevel van Holden vervangen.
De stationshal is met roltrappen, die in het verlengde van de zijingang liggen, verbonden met een tussenverdieping boven de perrons. Deze is op haar beurt via gangen en vaste trappen verbonden met de perrons. De inrichting rond de perrons weerspiegelt nog steeds de vroegere rol van het station als eindpunt. Tijdens groot onderhoud zijn de tegels uit 1930 vervangen waarbij ook de friezen zijn vervangen door bedrukte naamborden. In 2015 zijn de oorspronkelijke roltrappen vervangen door die van Otis type HD-B. Naast de roltrappen kunnen de reizigers, in noodgevallen, gebruik maken van een wenteltrap met 113 treden. Overstappers mogen binnen twintig minuten van en naar station Upper Holloway, ongeveer 450 meter naar het zuidoosten, gaan zonder opnieuw het instaptarief te betalen.

## Reizigersdienst
In de normale dienst rijden de metro's om de 3 a 7 minuten tussen 5:58 uur en 00:19 uur in beide richtingen. In geval van werkzaamheden of storingen kunnen de metro's keren op het keerspoor ten noorden van de perrons. Op 2 juni 2006 ontspoorde een metrostel bij het oprijden van het keerspoor.

## Fotoarchief
- London Transport Museum Photographic Archive
  - Hoofdingang in 1907
  - Zijingang aan Highgate Hill in 1929
  - De zijingang na de ombouw in 1932
  - De ingang onder de Archway Tower, 2006